# 松坂麗央
松坂 麗央（まつざか れお、1984年9月4日 - ）は、日本の元グラビアアイドル・元AV女優。
身長:159cm。スリーサイズ:B88(F)・W58・H84。

## 略歴
2006年にグラビアアイドルとしてデビュー。
同年8月に『今から脱ぎます…』（SODクリエイト）でAVデビュー

## 出演作品

### イメージビデオ
2006年
- 松坂麗央 （1月25日、ビーエムドットスリー）
- ホットリップス （3月25日、ベガファクトリー）
- 裸体 （6月30日、シャッフル）

### アダルトビデオ
2006年
- 今から脱ぎます… （8月4日、SODクリエイト）
- 麗しき美女の極上Sex （9月7日、SODクリエイト）
- 彩輝ゆう&松坂麗央の超高級ソープ嬢 〜二輪車スペシャル〜 （10月5日、SODクリエイト）…共演:彩輝ゆう
- 彩輝ゆう&松坂麗央のWレズ解禁×W潮吹き×大乱交スペシャル （10月5日、SODクリエイト）…共演:彩輝ゆう
- M字拘束覚醒トランス （11月16日、SODクリエイト）

2008年
- 極上の癒し系人妻ドラマ 4時間SP（4月20日、NEXT GROUP）
- 妖艶人妻 中出しの湯（5月15日、NEXT GROUP）…浴衣/中出し/手コキ

2009年
- 熟女中出し大全 第六巻（4月20日、NEXT GROUP）

2010年
- 月刊近親相姦大全集 第二十八巻（7月20日、NEXT GROUP）他出演：中山かすみ、本宮未来、藤美淑子、万里ふみ子

2015年
- 中出し温泉 湯けむり美人妻倶楽部（1月20日、STAR PARADISE）共演：倖田李梨、高島恵
- 癒しの人妻 中出し温泉宿（9月20日、STAR PARADISE）他出演：真弓あずさ、星川るり、滝沢ルイ、倖田李梨